# Georg Klein (biolog)

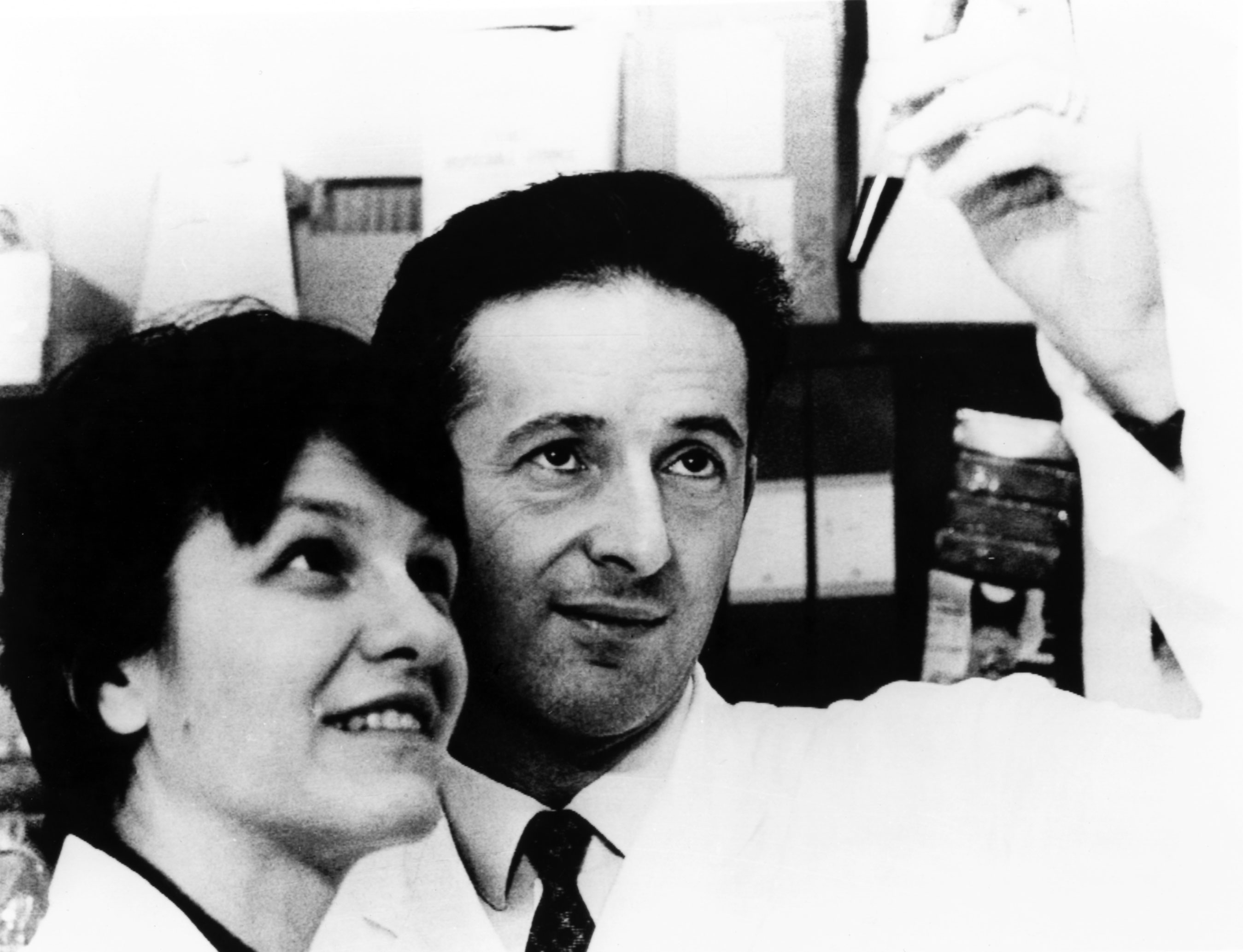
Eva Klein i Georg Klein (1979)

Georg Klein (ur. 28 lipca 1925 w Budapeszcie, zm. 10 grudnia 2016) – szwedzko-węgierski naukowiec i pisarz pochodzenia żydowskiego, profesor Instytutu Karolinska.

## Życiorys
Podczas II wojny światowej zdołał wydostać się z transportu do niemieckiego obozu pracy. Po wojnie rozpoczął studia medyczne, najpierw w Segedynie, a następnie w Budapeszcie. Pod koniec lat 40. wyjechał do Szwecji, gdzie dołączył do laboratorium Torbjörna Casperssona w Instytucie Karolinska. Tam uzyskał doktorat w 1951. Przez kilka miesięcy przebywał w Fox Chase Cancer Institute w Filadelfii. W 1957 objął katedrę biologii nowotworowej w Instytucie Karolinska. Wraz z żoną, Evą Klein, był związany z Instytutem Karolinska do końca kariery naukowej.

## Osiągnięcia naukowe
Wraz z żoną Evą Klein opisał występowanie genów supresorowych, współodpowiedzialnych za stabilność genetyczną komórki. Kleinowie zauważyli m.in., że określone komórki nowotworowe mogą powodować konkretne reakcje immunologiczne organizmu, który rozpoznaje je na podstawie antygenów. Ustalił, w jaki sposób układ odpornościowy rozpoznaje i zwalcza komórki nowotworowe nowotworów pochodzenia wirusowego. Prowadził wieloletnie badania nad chłoniakiem Burkitta i wirusem Epsteina-Barr. Wraz z Torbjornem Casperssonem, Lore Zech i innymi naukowcami z Karolinska przyczynił się do wykrycia związku między konkretną translokacją chromosomu a występowaniem chłoniaka Burkitta. W 1975 wraz z Rolfem Kiesslingiem i Hansem Wigzellem odkrył i opisał działanie komórek NK, potrafiących eliminować chore komórki.
Wydał ponad 1300 artykułów naukowych. Publikował również eseje, prace z dziedziny humanistyki oraz popularnonaukowe.

## Wyróżnienia naukowe
Był członkiem Królewskiej Szwedzkiej Akademii Nauk oraz American Philosophical Society. Otrzymał doktoraty honorowe sześciu uczelni: Uniwersytetu w Chicago, Uniwersytetu w Debreczynie, Uniwersytetu Hebrajskiego w Jerozolimie, Uniwersytetu w Tel-Awiwie, Uniwersytetu Nebraska i Uniwersytetu w Osace. W latach 1957–1993 był członkiem Komitetu Noblowskiego Instytutu Karolinska. Otrzymał kilkadziesiąt nagród naukowych i literackich: Nagrodę Harveya, Nagrodę Doblouga, Nagrodę Sloana i inne. Jego ostatnia książka-esej pt. Resistance została wyróżniona literacką nagrodą Gerarda Bonniera.